# 美南鰍
美南鰍（學名：Schistura bella）為輻鰭魚綱鯉形目條鰍科南鰍屬的其中一種。分布於亞洲泰國湄公河流域，體長可達3.9公分，棲息在水質清澈、流動快速且礫石底質的河川底層水域，生活習性不明。

## 扩展阅读
維基物種上的相關：美南鰍